# コーンウォール (オンタリオ州)
コーンウォール（英: Cornwall）は、カナダのオンタリオ州ストーモント・ダンダス・グレンゲリー連合郡にある市である。人口は約46.3千人。セントローレンス川に面し、オンタリオ州最東端の市。オンタリオ・ハイウェイ401号線沿いのケベック＝ウィンザー回廊にある都市の一つ。オタワから南東約100 km、モントリオールから南西に約120 km、トロントから北東に約440 kmの位置にある。
コーンウォール公にちなみ1834年にニュージョンズタウン（New Johnstown）から改称された。

## 交通

### 鉄道
- VIA鉄道

### 高速道路
- 400番台オンタリオ・ハイウェイ
  - ハイウェイ401号線 (Highway 401)

### バス
- コーンウォール交通局（Cornwall Transit）

### 空港
- コーンウォール地域空港（Cornwall Regional Airport）：IATAコードはYCC。ゼネラル・アビエーションではCBSAによる入境管理も行なえる。

### 水運
- セントローレンス海路